# Kaisa Muutra
Kaisa Muutra (ur. 1 czerwca 1987) – estońska zapaśniczka walcząca w stylu wolnym. Brązowa medalistka mistrzostw nordyckich w 2014 i 2016 roku.